# 包衡
包衡（1894年—1951年1月27日），字月桐，號平章，四川省鄰水縣興仁鄉人，中國國民黨黨員。曾當選為行憲後第一屆國民大會代表。

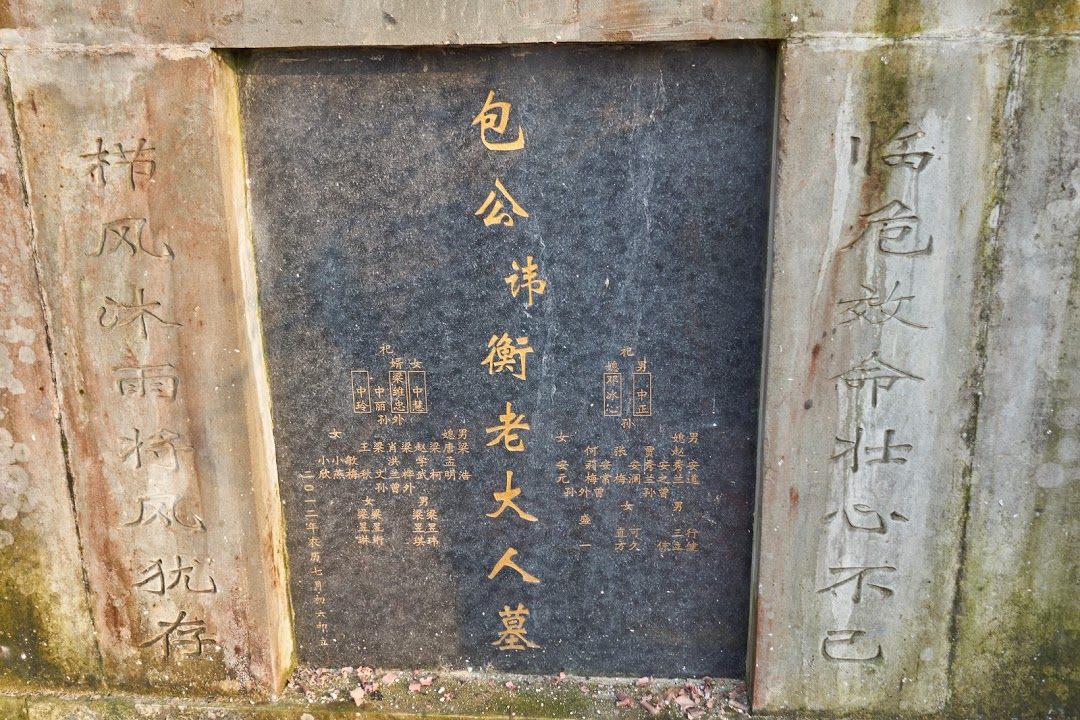
鄰水縣選出的第1屆國民大會代表包衡墓

## 經歷[1]
- 童年時讀私塾3年。
- 1926年，任21軍3師5旅旅長。不久，因所部人員槍枝均有很大缺額，降為團長。
- 四川剿匪第五路軍第九旅第二十六團團長。
- 1937年，任四川保安司令部第十團團長。
- 1947年11月，參加鄰水縣國大代表選舉，得多數選票當選。但被人指控舞弊，故未能出席南京國大會議。
- 1949年11月，領川東挺進軍總司令部第一縱隊司令頭銜，從成都返回鄰水，網羅各鄉哥老會，搜集民槍，組織「反共游擊隊」
- 1950年初，潛成都，同岑宜甫組織「西南光復軍」，不久被捕。
- 被捕後在獄中絕食，縣政府於1951年1月23日將此情況上報行署，時任中共縣委書記、縣長的田景武、曲文芳簽意見：對其「應馬上槍決，因該犯有計劃的不吃飯，七天未大便，他想餓死，逃避公審槍決，希快批示，越快越好」。行署接到報告後，當即批示槍決包衡[2]。1951年1月27日，被处决。